# Cloperastine
Cloperastine is een niet-sederend antitussivum (niet-verdovend hoestmiddel) dat aangewezen is bij een hinderlijke hoest die niet gepaard gaat met het ophoesten van slijm (een zogenaamde 'niet-productieve hoest'). 
Het middel bezit zowel een centrale als een perifere werking. Cloperastine werkt rechtstreeks in op het in de medulla oblongata gelegen hoestcentrum van de hersenen. Perifeer berust de werking voornamelijk op de antihistaminerge werking van cloperastine die bronchospasmen veroorzaakt door histamine kan opheffen. Tevens bezit de stof anticholinerge eigenschappen die normaal alleen bij een overdosering tot uiting komen. 
Cloperastine is het actieve bestandsdeel van onder andere Lysotossil, dat in België als hoestmiddel zonder voorschrift verkrijgbaar is bij de apotheker.

## Contra-indicaties, interacties en bijwerkingen
Cloperastine is gecontraïndiceerd bij overgevoeligheid voor antihistaminica, bij gelijktijdige behandeling met MAO-inhibitoren en bij gebrek aan gegevens de eerste maanden van de zwangerschap. Wegens de mogelijk sederende bijwerking is voorzichtigheid aan te raden bij gelijktijdig gebruik van alle medicatie die het centraal zenuwstelsel onderdrukken (bijvoorbeeld alcohol, sedativa en pijnstillers). 
De mogelijke bijwerkingen zijn die van de antihistaminica en de anticholinergica, namelijk sedatie, slaperigheid, droge mond, maagstoornissen en accommodatiestoornissen.